# Lamothe-Landerron
Lamothe-Landerron é uma comuna francesa na região administrativa da Nova Aquitânia, no departamento da Gironda. Estende-se por uma área de 9,2 km². Em 2010 a comuna tinha 1 224 habitantes (densidade: 133 hab./km²).